# Ayenia klugii
Ayenia klugii är en malvaväxtart som beskrevs av Cristobal och Arbo. Ayenia klugii ingår i släktet Ayenia och familjen malvaväxter. Inga underarter finns listade i Catalogue of Life.